# Lipoveni

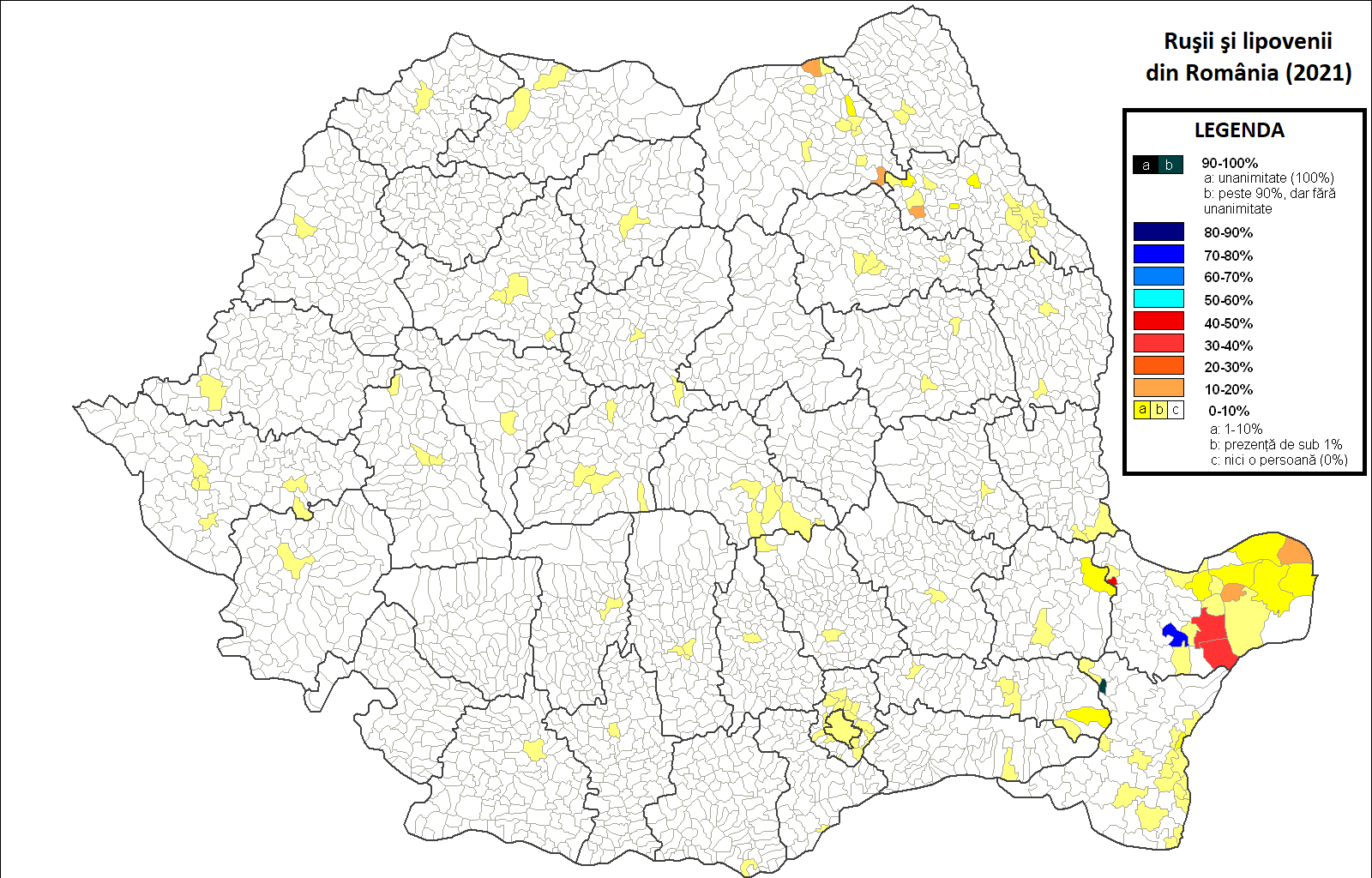
Lipovenii din România (2021)

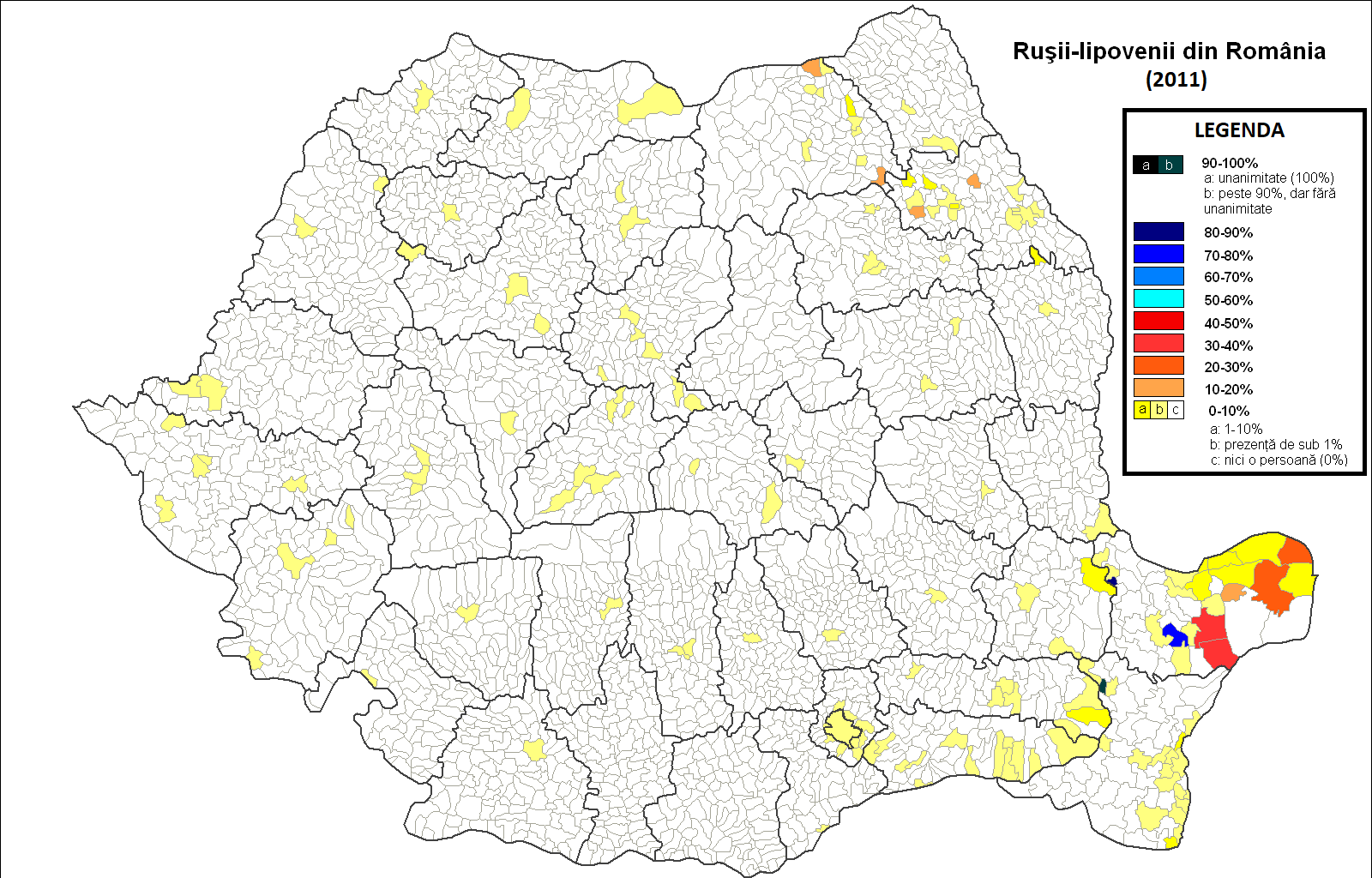
Lipovenii din România (2011)

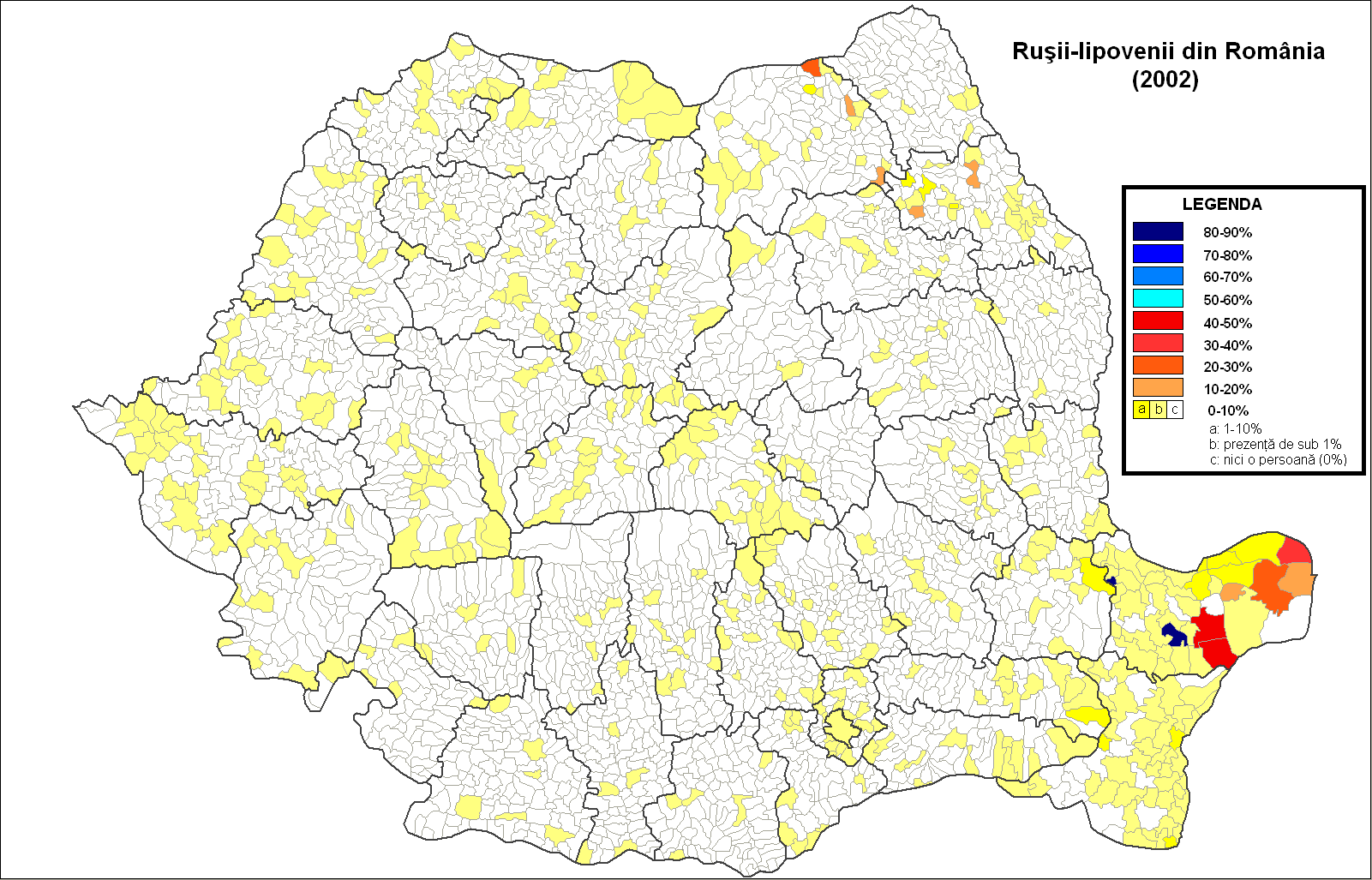
Rușii și lipovenii din România (2002)

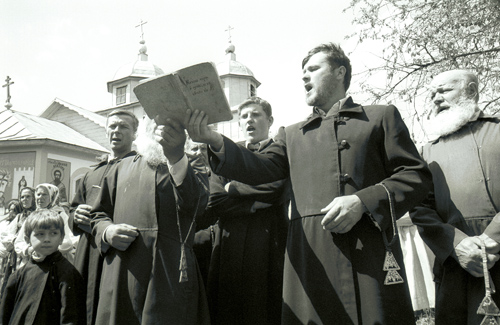
Lipoveni în timpul unei ceremonii din fața bisericii în satul Slava Cercheză din Județul Tulcea (2004)

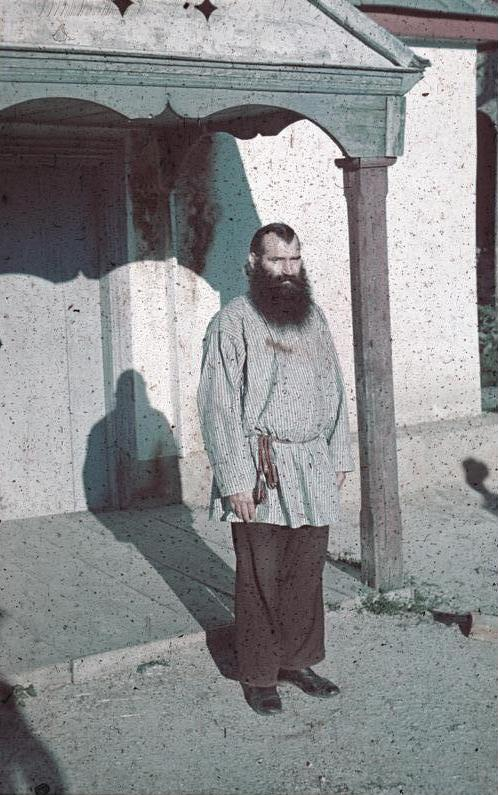
Lipovean

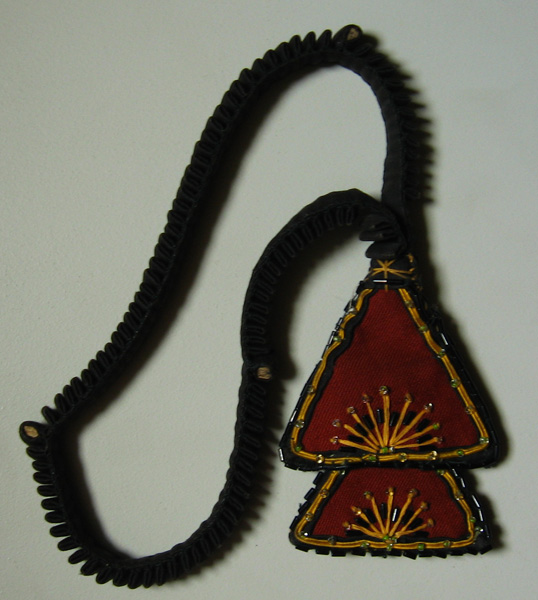
O verviță, mătanie tipic lipoveană

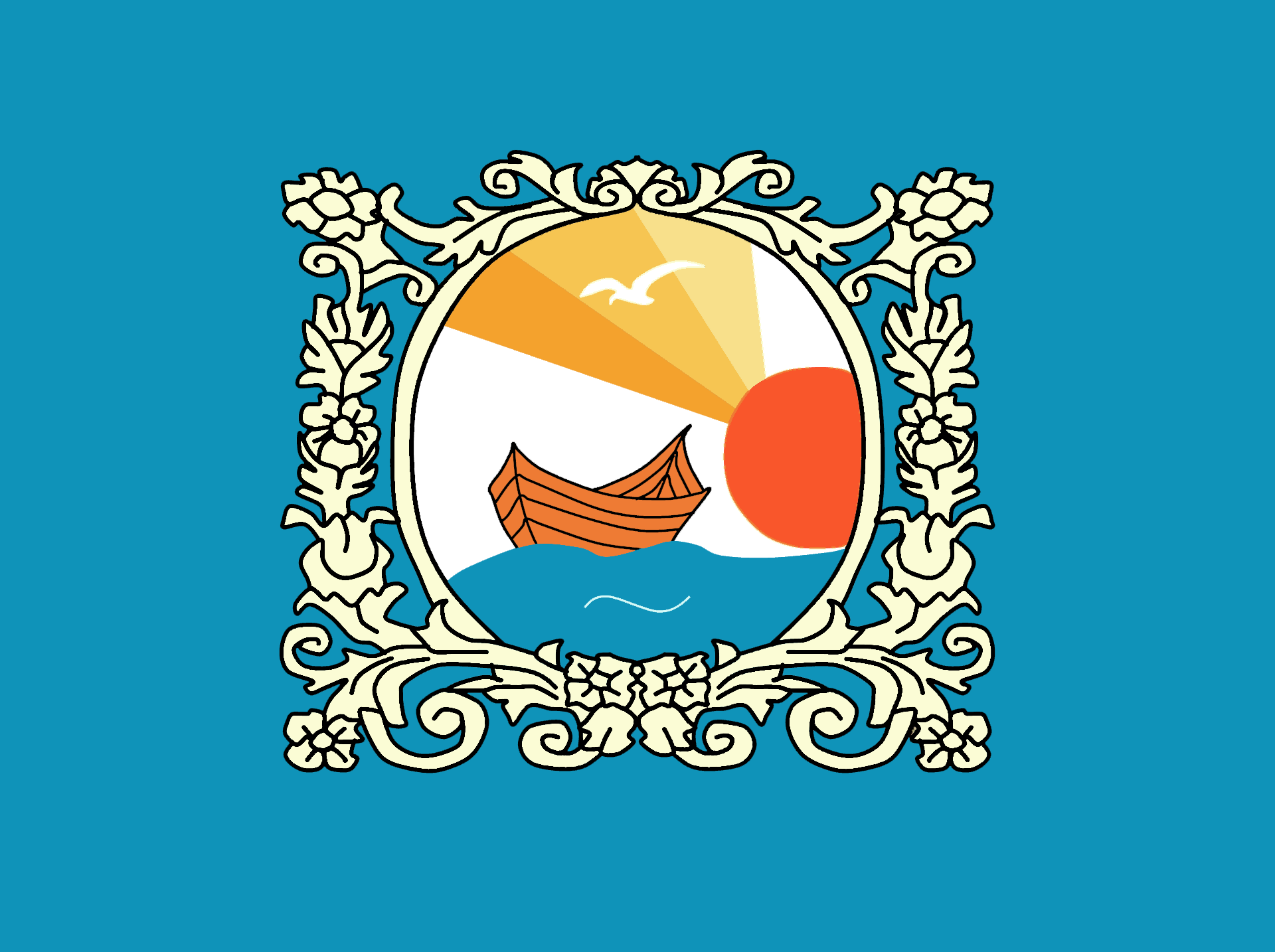
Flamură lipoveană

Lipovenii sunt un grup etnic de origine rusească (numără aprox. 19.300 persoane), care locuiesc în special în județul Tulcea din România precum și în zona Bugeacului (mai ales în preajma orașului Vâlcov) din regiunea Odesa, Ucraina și în Bulgaria. Mici grupuri de lipoveni trăiesc și în Moldova, în Bucovina, dar și în județele Brăila, Constanța și Ialomița.

## Originea
După sinodul din 1654 în care Patriarhul Nikon a reformat biserica rusă, au început să se ia măsuri restrictive din partea autorităților laice și religioase ruse, care au culminat odată cu venirea la putere a lui Petru cel Mare (1682-1725) și introducerea de către acesta a unor măsuri drastice de europenizare. 
Refuzul unor credincioși de a accepta înnoirea a făcut ca aceștia să fie supuși la taxe insuportabile și forțați să poarte o vestimentație specifică. Nemaiputând să suporte toate aceste restricții, staroverii (credincioșii de rit vechi) au luat drumul pribegiei, răspândindu-se în întreaga lume (Polonia, Austria, Canada, Alaska, Japonia etc.), inclusiv la gurile Dunării, în Dobrogea, tocmai pentru că, la origine fiind pescari, din zona râurilor Don și Nipru, și-au putut relua practicarea acestei meserii.
Cunoscuți de autoritățile locale sub denumirea de lipoveni (filipoveni, de la Filip Pustoviat, unul dintre liderii lor), aceștia și-au păstrat limba, obiceiurile și credința, fiind divizați atât pe criterii religioase (în 1690 s-au împărțit în popovți - popiști și bezpopovți - nepopiști), cât și etnice (rușii mari-moscoviți, răscolnicii propriu-ziși, cazacii zaporojeni, „haholii” sau ucrainienii, necrasovții).
După un popas în Bugeac, staroverii s-au așezat în mod deosebit în Dobrogea și Bucovina, în două mari valuri: primul după răscoala lui Bulavin, pe vremea lui Petru cel Mare, al doilea, în timpul țarinei Ecaterina a II-a (1762-1796).
În cadrul Bisericii Ortodoxe de Stil Vechi a Lipovenilor și-au menținut tradiții religioase care preced reformele întreprinse de Biserica Ortodoxă rusească din timpul domniei lui Petru cel Mare.

### Etimologie
Există mai multe ipoteze referitoare la originea termenului „lipoveni”:
- ipoteza apelativă: din cuvântul rusesc „lipa”[3] care înseamnă „tei” din lemnul căruia sunt fabricate numeroase obiecte gospodărești, inclusiv vâslele lotcilor. O altă explicație, care poate fi luată în considerare, este faptul că acest grup etnic a trăit, vreme îndelungată, în pădurile de tei din sudul Basarabiei.
- ipoteza toponimică: de la un toponim mitic, Lipova.
- ipoteza sacrală: de la filippovka, nume de sărbătoare.
- ipoteza antroponimică: de la Filipoveni, provenind din rus. Filipp > filippovcy sau filippovane („adepții lui Filipp”, rom. (fi)lipoveni cu „fi”- suprimat prin afereză), adepții lui Filipp Pustosviat (1672-1742).
- unii cercetători români și moldoveni consideră plauzibilă originea etnonimului de la o localitate numită Lipoveni din Republica Moldova, dar alții afirmă că toponimul provine de la Lipoveni.

## Așezări
- Bucovina
  - Bucovina de Nord (Ucraina): Fântâna Albă, Lipoveni,
  - Bucovina de Sud (România): Climăuți, Lipoveni, Mitocu Dragomirnei; comunități mici există și în Gura Humorului, Rădăuți, Suceava
- Basarabia: Comunitatea lipovenească datează încă din sec. XVIII. Primul recensământ rusesc efectuat în Basarabia (1817) menționează 1300 de familii (sau 1,3% din populația regiunii), însă în timpul stăpânirii țariste și sovietice o bună parte a comunității lipovene a fost asimilată de masa coloniștilor ruși nou-sosiți. Totuși, în unele localități, lipovenii și-au menținut idetitatea și tradițiile:
  - Republica Moldova: Cunicea, Slobodca, Lipoveni, Pocrovca
  - Ucraina: Jibrieni, Muravleanca, Necrasovca-Nouă, Pocrovca, Sofian-Trubaiovca, Vâlcov; de asemenea comunități importante în Chilia Nouă și Ismail
- Moldova (fără Bucovina și Basarabia): Boura, Manolea, Brătești, Corni, Dumasca, Focuri, Lespezi, Moțca, Stolniceni-Prăjescu, Todirești; în orașe: Iași, Botoșani, Bârlad, Vaslui, Fălticeni, Pașcani, Piatra Neamț, Târgu Frumos, Roman și Galați
- Dobrogea de Nord: Chilia Veche, Carcaliu, Ghindărești, Ieroplava, Jurilovca, Letea, Mahmudia, Mila 23, Periprava, Sarichioi, Sfiștofca, Slava Cercheză, Slava Rusă, 2 Mai; de asemenea comunități importante sunt în Tulcea, Sulina, Crișan, Murighiol; comunități mici există și în Constanța, Mangalia, Năvodari, Cernavodă, Medgidia, Măcin.
- Muntenia: Brăila (doar cartierul Pisc care a fost în trecut o localitate de sine stătătoare) și Bordușani; o mică comunitate de lipoveni există de asemenea în București.
- Bulgaria: Aidemir (în Cadrilater), Kazashko

## Personalități lipovene din România
- Ioan Chirilă[4]
- Lavrente Calinov
- Calistrat Cuțov
- Simion Cuțov
- Ilie Danilov
- Nichita Danilov
- Alecsandru Dunaev
- Ivan Evseev[5]
- Flavian Fedea
- Alexandra Fenoghen
- Sevastian Fenoghen
- Vlad Ivanov
- Leontie Izotov
- Igor Lipalit
- Ivan Patzaichin[6]
- Amvrosii Popovici
- Ștefan Vasili